# Panukulan
Panukulan is een gemeente in de Filipijnse provincie Quezon op het eiland Polillo. Bij de laatste census in 2010 telde de gemeente bijna 13 duizend inwoners.

## Geografie

### Bestuurlijke indeling
Panukulan is onderverdeeld in de volgende 12 barangays:
| - Balungay - Bato - Bonbon - Calasumanga - Kinalagti - Libo | - Lipata - Matangkap - Milawid - Pagitan - Pandan - San Juan |

## Demografie
Panukulan had bij de census van 2010 een inwoneraantal van 12.511 mensen. Dit waren 543 mensen (4,5%) meer dan bij de vorige census van 2007. Ten opzichte van de census van 2000 was het aantal inwoners gegroeid met 1.200 mensen (10,6%). De gemiddelde jaarlijkse groei in die periode kwam daarmee uit op 1,01%, hetgeen lager was dan het landelijk jaarlijks gemiddelde over deze periode (1,90%).

De bevolkingsdichtheid van Panukulan was ten tijde van de laatste census, met 12.511 inwoners op 226,61 km², 55,2 mensen per km².